# Чіома Оньєквере
Чіома Чуквуджинду Оньєквере (англ. Chioma Chukwujindu Onyekwere, нар. 28 червня 1994) — нігерійська легкоатлетка, яка спеціалізується в метанні диска.

## Спортивні досягнення
Чемпіонка Ігор Співдружності у метанні диска (2022).
Чемпіонка Африканських ігор у метанні диска (2019).
Чемпіонка Африки (2018, 2022) та бронзова призерка чемпіонату Африки (2016) у метанні диска.
Бронзова призерка чемпіонату Африки у штовханні ядра (2016).
Чемпіонка та рекордсменка Нігерії у метанні диска.